# Trois caractéristiques de l'existence
 (juin 2025).
Trois caractéristiques de l’existence (pali : tilakkhaṇa ; sanskrit : त्रिलक्षण trilakṣaṇa) sont, dans le bouddhisme, trois traits propres à toute existence et à tout être :
- anicca : l’impermanence ;
- dukkha : la souffrance, l’insatisfaction ou le mal-être ;
- anattā : l’absence d’essence permanente[2].

Le fait que les êtres soient dans l’illusion à propos de ces trois caractéristiques, illusion qui engendre la souffrance, et que la disparition de cette illusion mette fin au « dukkha », constitue un thème central des Quatre nobles vérités. Ces vérités mènent au Noble chemin octuple.

## Sources
- (en) James Alexander, Michael Oakeshott on Authority, Governance, and the State, Springer, 2019, « The State Is the Attempt to Strip Metaphor Out of Politics »
- (en) Analayo, Satipatthana: The Direct Path to Realization, Windhorse Publications, 2013 (lire en ligne)
- (en) Alawwe Anōmadassi Thero, « The Three Characteristics of Existence To be realised through Wisdom » [Brochure], sur anomadassi.lk, Ranaketuwagala Aranya, Matale, novembre 2019 (consulté le 1er janvier 2025)
- (en) Christopher I. Beckwith, Greek Buddha: Pyrrho's Encounter with Early Buddhism in Central Asia, Princeton University Press, 2015 (ISBN 978-1-4008-66328, lire en ligne)
- (en) Monier Monier-Williams, « A Sanskrit-English Dictionary », Oxford University Press, 1899 (consulté le 1er janvier 2025)
- (en) Maurice Walsh, The Long Discourses of the Buddha: A Translation of the Dīgha Nikāya, Wisdom Publications, 1995